# Lägg ner ditt vapen
Lägg ner ditt vapen är en svensk politisk hiphop-protestsång mot vapenvåldet.

## Historia
Ison & Fille släppte Lägg ner ditt vapen 2006.

## Uppföljare
2019 släppte Ison & Fille en uppföljare av låten tillsammans med artisterna AKI, Aleks, Blen, Elias Abbas, Ismael, Linda Pira, Macky, Naod, SHRN, Saliboy, samt producenterna Mack Beats och Masse.

## Influerade projekt
- 2011 startade föreningen Lägg ner ditt vapen som lånar namnet från Ison & Filles låt.[7][8] Föreningen höll en manifestation på Sergels torg 2016.[9]
- Boris Raimovic släppte en egen låt 7 september 2019 som med namnet Lägg ner ditt vapen.[10][11]